# 柳梧铁路
柳梧铁路，即柳州至广州铁路柳州至梧州段，线路自湘桂铁路柳州进德站起，后接入洛湛铁路梧州站，是国家中长期铁路网规划中柳州至广州铁路的重要组成部分，也是川、渝、黔、桂地区与粤港澳大湾区之间铁路货运的主通道。柳梧铁路原为柳州至肇庆的柳肇铁路的组成，后柳肇铁路梧州至肇庆段并入南广铁路，因此这条铁路改称柳梧铁路。项目正线全长237.8公里，桥隧比72.2%，批复投资估算总额332.1亿元，为国铁I级、双线电气化、客货共线铁路，设计速度目标值160km/h，预留提速至200km/h。

## 线路
新建柳州至梧州铁路位于广西壮族自治区境内。项目起点位于柳州市柳江区，线路自进德站起，向东南跨越泉南高速公路，经穿山镇、石龙镇，于猛山东跨越柳江，之后线路沿梧柳高速公路西侧行进，经黄茆镇北侧，于二塘镇北设武宣站，出站后线路向东南，经东乡镇北侧设东乡站，出站后线路进入桂平西山风景名胜区，经紫荆镇、金田镇，于金田镇北侧设桂平北站，向东经濛江镇设濛江站；之后线路向东北方向走行，于旺屋村南侧设旺屋站，跨越包茂高速后转向东北，并在既有洛湛铁路北侧引入梧州站。

## 历史
曾是早在1917年就已经构思的铁路线，但又因各种原因而被搁置。2004年重新被纳入国家规划。2006年初，广西“十一五”规劃出台，其中有柳肇铁路项目。
2014年8月25日，国家发改委批复新建柳州至梧州铁路项目建议书。
2020年12月26日，柳梧铁路开工建设。
2022年9月17日，新建柳州至广州铁路柳州至梧州段全线开工建设。
2023年6月15日，全线首个隧道金坪琅隧道顺利贯通。